# Čchiou Chuej-cuo
Čchiou Chuej-cuo (čínsky pchin-jinem Qiū Huìzuō, znaky zjednodušené 邱会作, tradiční 邱會作; 16. dubna 1914 — 18. července 2002) byl čínský komunistický voják a politik, vrcholu vojenské a politické kariéry dosáhl koncem 60. let, kdy se jako spojenec Lin Piaa stal členem politbyra (1969–1971) ústředního výboru Komunistické strany Číny a zástupcem náčelníka generálního štábu (1968–1971). Ve vrcholném vedení ozbrojených sil působil od roku 1959 jako náčelník Hlavní správy týlu Čínské lidové osvobozenecké armády (1959–1971) a člen pracovní konference/skupiny ústřední vojenské komise KS Číny (1959–1971).
Od roku 1929 sloužil v čínské Rudé armádě, roku 1932 vstoupil do KS Číny, zúčastnil se Dlouhého pochodu, poté bojoval v čínsko-japonské válce a v řadách Lin Piaovy 4. polní armády i v občanské válce. Poté působil jako politický komisař v jižní Číně, v polovině 50. let byl přeložen do Pekingu do funkce zástupce náčelníka Hlavní správy týlu ČLOA.
Po smrti Lin Piaa na útěku z Číny v září 1971 byl zatčen. Jako člen údajné kontrarevoluční skupiny Lin Piaa byl roku 1981 odsouzen k dlouholetému trestu vězení. Po propuštění roku 1982 žil v ústraní.

## Život
Čchiou Chuej-cuo se narodil 16. dubna 1914 v okrese Sing-kuo v provincii Ťiang-si. Koncem roku 1929 vstoupil do čínské Rudé armády, v listopadu 1930 se stal členem Komunistického svazu mládeže Číny a v dubnu 1932 vstoupil do Komunistické strany Číny. V Rudé armádě postoupil z vojína na propagandistického důstojníka 3. sboru, později vedoucím oddělení propagandy v 5. sboru, statistikem, politickým instruktorem a tajemníkem v oddělení zásobování ústřední revoluční vojenské komise Čínské sovětské republiky. Účastnil se Dlouhého pochodu. 
Po příchodu do sovětské oblasti Šen-si–Kan-su–Ning-sia se stal náčelníkem oddělení obilí a pícnin v odboru zásobování Rudé armády. Po vypuknutí čínsko-japonské války působil jako zástupce náčelníka zásobovacího odboru ústřední revoluční vojenské komise KS Číny a od roku 1940 zastával funkci vedoucího finančního výboru pohraniční oblasti Jü-Wan-Su (na pomezí Che-nanu a An-chueje), působil v zásobovacím a politickém oddělení 4. divize Nové 4. armády.
Po skončení války s Japonskem a obnovení občanské války zastával funkci vedoucího politického oddělení vojenské oblasti v Liao-ningu, později politického komisaře v Čch’-fengu,  vedoucího politického oddělení a zástupce politického komisaře 8. kolony Severovýchodní demokratické spojenecké armády a politického komisaře 45. sboru 4. polní armády (které velel Lin Piao). V letech 1947–1949 se zúčastnil ofenzivních operací v Mandžusku. Během roku 1949 se 4. polní armáda probojovala z Mandžuska až na jih Číny do provincií Kuang-tung a Kuang-si.
Od roku 1951 postupně působil jako vedoucí politického oddělení a zástupce politického komisaře 15. armády, zástupce náčelníka a náčelník politického oddělení Jihočínské vojenské oblasti (resp. Kuangtungského vojenského obvodu), druhý zástupce náčelníka politického oddělení Středojižního vojenského okruhu. Poté byl přeložen do centrálních vojenských úřadů v Pekingu, na místo zástupce náčelníka hlavní správy týlu Čínské lidově osvobozenecké armády (ČLOA) a ředitele Vysoké školy služby týlu. Při zavedení vojenských hodností roku 1955 mu byla udělena hodnost generálporučíka. Roku 1959 byl ze své funkce odvolán jeho nadřízený Chung Süe-č’, náčelník hlavní správy týlu ČLOA, a Čchiou Chuej-cuo převzal uvolněné místo. od roku 1959 se podílel i na celkovém řízení ozbrojených sil jako člen pracovní konference ústřední vojenské komise. Roku 1964 byl zvolen poslancem Všečínského shromáždění lidových zástupců.
V počátcích kulturní revoluce byl uvězněn a bit, když se proti němu postavili jeho podřízení, kteří v něm viděli reakcionáře, ale oddíl vyslaný Lin Piaem ho vysvobodil. Jeho případ (spolu s dalšími) rozhořčil maršály Liou Po-čchenga, Nie Žung-žena a Jie Ťien-jinga, kteří se následně v takzvaném „únorovém protiproudu“ postavili proti násilí stoupenců kulturní revoluce. S podporou Lin Piaa a Mao Ce-tunga se vrátil ke svým povinnostem, od srpna 1967 jako člen pracovní skupiny ústřední vojenské komise i nadále působil v nejužším vedení ozbrojených sil Vedl čistky v jak ve „své“ správě týlu, tak v hlavní politické správě ČLOA (kde jejich obětí byl i náčelník politické správy Siao Chua). Roku 1968 se navíc stal i zástupcem náčelníka generálního štábu. V dubnu 1969 byl na IX. sjezdu KS Číny zvolen členem ústředního výboru a i politbyra a byl potvrzen v ústřední vojenské komisi KS Číny a její pracovní skupině.
Po roztržce mezi Mao Ce-tungem a Lin Piaem na konferenci v Lu-šanu v roce 1970 ho Mao kritizoval a přiměl k sebekritice. V září 1971 Lin Piao a jeho nejbližší zahynuli při leteckém neštěstí při pokusu o útěk do Sovětského svazu. V následných čistkách velení ozbrojených sil byl Čchiou Chuej-cuo s dalšími spojenci Lin Piaa zatčen. O dva roky později byl oficiálně odvolán ze všech vojenských a stranických funkcí a vyloučen z KS Číny.
V listopadu 1980 začal v Pekingu proces s „kontrarevolučními skupinami Lin Piaa a Ťiang Čching“. Před soudem stanuli členové gangu čtyř, Čchen Po-ta a pět vysokých vojenských důstojníků - Chuang Jung-šeng, Wu Fa-sien, Li Cuo-pcheng, Čchiou Chuej-cuo a Ťiang Tcheng-ťiao. Všichni obžalovaní byli shledáni vinnými a odsouzeni k trestu smrti, doživotí nebo dlouholetému vězení. Čchiou Chuej-cuo dostal 16 let vězení (se započtením vazby trvající od roku 1971). Roku 1982 byl propuštěn ze zdravotních důvodů.
Po propuštění byl poslán do Si-anu. Zde žil v ústraní, později se přestěhoval do Pekingu, kde 18. července 2002 zemřel.
Napsal paměti, které vyšly roku 2011 v Hongkongu. S manželkou Čchu Min (zemřela roku 2015), vojenskou lékařkou, měl čtyři syny a dceru.